# Andrew Hutchinson (zapaśnik)
Andrew Hutchinson (ur. 7 sierpnia 1974) – kanadyjski i brytyjski zapaśnik walczący w stylu wolnym. W barwach Wielkiej Brytanii zajął 23. miejsce na mistrzostwach świata w 2001. Został srebrnym medalistą Igrzysk Wspólnoty Narodów w 1994 i zajął szóstą lokatę w 2002, gdzie startował jako Anglik.
Reprezentował Kanadę na mistrzostwach panamerykańskich w 2009, gdzie zajął dziewiąte miejsce, a także na mistrzostwach świata w 1998, które ukończył na 28 pozycji.